# Matthew Ryan (jeździec)
Matthew Morgan Ryan (ur. 3 czerwca 1964 w Sydney) – australijski jeździec sportowy, trzykrotny złoty medalista olimpijski. 
Sukcesy odnosił we Wszechstronnym Konkursie Konia Wierzchowego. W 1992 w Barcelonie wywalczył złoto w obu rozgrywanych konkursach, indywidualnym i drużynowym. Osiem lat później, podczas igrzysk rozgrywanych w jego rodzinnym mieście, był członkiem złotej drużyny. W latach 80. trenował w Wielkiej Brytanii, m.in. z Richardem Meade¹em.

## Starty olimpijskie (medale)
Barcelona 1992
- konkurs indywidualny i drużynowy (na koniu Kibah Tic Toc) – złoto

Sydney 2000
- konkurs drużynowy (Kibah Sandstone) – złoto